# Saint-Gilles (remorqueur)
Pour les articles homonymes, voir Saint-Gilles.
Le Saint-Gilles est un remorqueur portuaire et de haute mer construit par les Ateliers et Chantiers de La Rochelle-La Pallice (ACRP) en 1958.
À la demande du président de l'Union des remorqueurs de l'océan (URO) le remorqueur a été confié au Musée maritime de La Rochelle le 13 juillet 1989, à des fins de conservation.
Il est le dernier remorqueur français à moteur réversible conservé.
Le Saint-Gilles fait l'objet d'un classement au titre des monuments historiques depuis le 17 juillet 1995.
Le Saint-Gilles a le label BIP (Bateau d'intérêt patrimonial) de la Fondation du patrimoine maritime et fluvial.

## Histoire
Le remorqueur a commencé sa carrière au port de Saint-Nazaire. Puis il a passé treize ans en rade de Brest entre 1967 et 1980. Il a terminé sa carrière au port de La Pallice et a été désarmé en 1989.
Outre le travail de tirer les navires à l'intérieur des ports où il servait, le Saint-Gilles a aussi assuré de nombreuses missions d'assistance au large et vers l'île de Ré par mauvais temps.
Il participa au lancement du paquebot France le 11 mai 1960 à Saint-Nazaire et au long remorquage du croiseur Tourville de Brest à Toulon en 1963.
En restauration du pont et de la coque depuis 2005 sur le slipway du port de La Rochelle, il fut mis à l'eau à la veille des Journées européennes du patrimoine le 18 septembre 2009 à 17 h 0.